# Alsodes
Alsodes är ett släkte av groddjur. Alsodes ingår i enligt Amphibian Species of the World i familjen Alsodidae och enligt Catalogue of Life i familjen Cycloramphidae. 
Arterna förekommer i Argentina och Chile.

## Bildgalleri

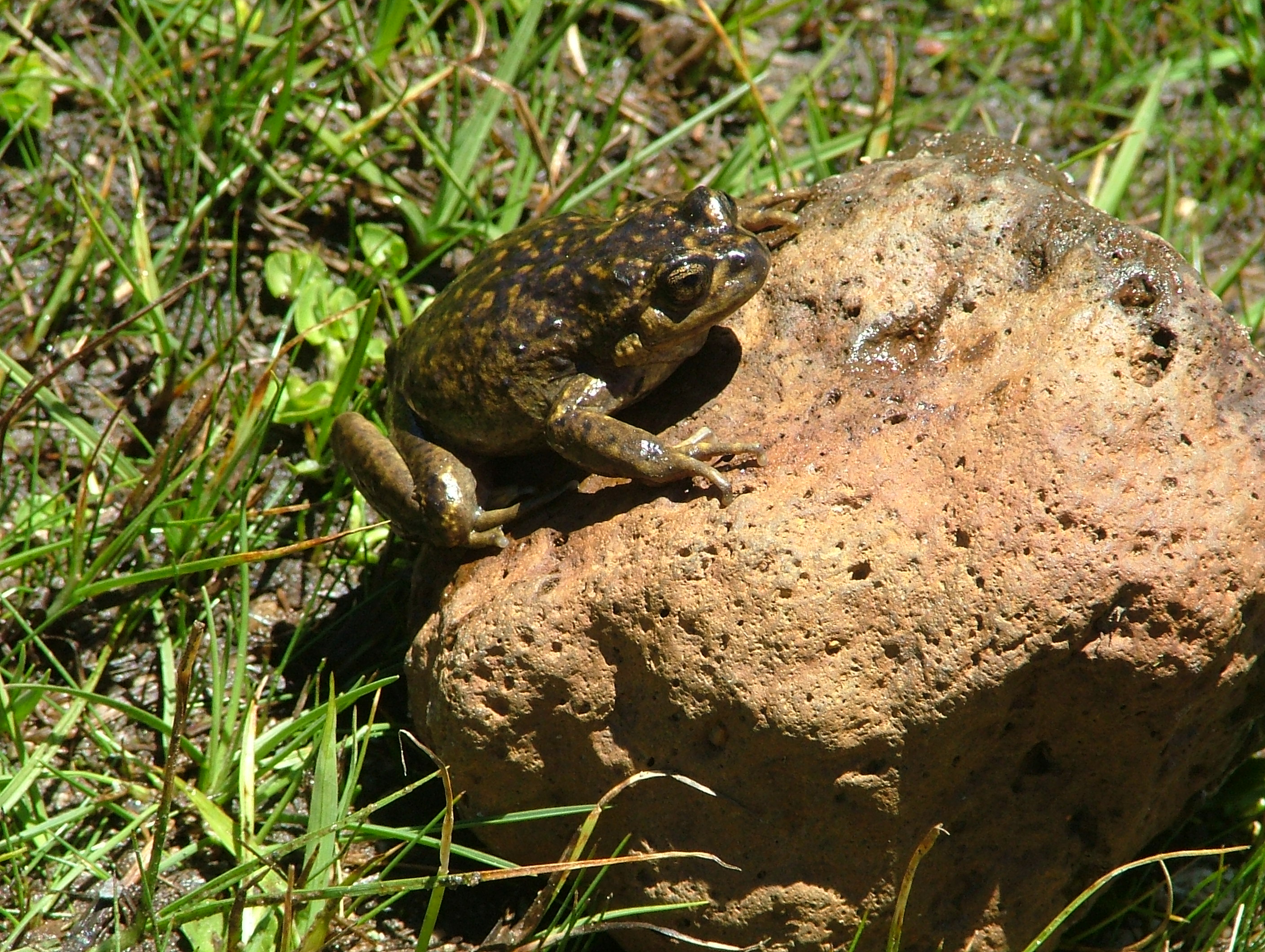

## Arter
Arter enligt Catalogue of Life:
- Alsodes australis
- Alsodes barrioi
- Alsodes coppingeri
- Alsodes gargola
- Alsodes hugoi
- Alsodes igneus
- Alsodes kaweshkari
- Alsodes laevis
- Alsodes montanus
- Alsodes monticola
- Alsodes nodosus
- Alsodes norae
- Alsodes pehuenche
- Alsodes tumultuosus
- Alsodes valdiviensis
- Alsodes vanzolinii
- Alsodes verrucosus
- Alsodes vittatus